# Platyarthron villiersi
Platyarthron villiersi är en skalbaggsart som beskrevs av Delfino 1985. Platyarthron villiersi ingår i släktet Platyarthron och familjen långhorningar. Inga underarter finns listade i Catalogue of Life.